# Calophyllum walkeri
Calophyllum walkeri là một loài thực vật có hoa thuộc họ Clusiaceae.
Loài này chỉ có ở Sri Lanka. Gỗ cứng và có màu nâu đỏ, thường được dùng làm đồ nội thất, với mật độ khoảng 46 pound trên một feet khối. Nó mọc ở các vùng đồi núi của Sri Lanka.